# Ісополітія
Ісополітія (давньогрецька. ἰσοπολιτεία, англ. isopoliteia) — договір про рівні громадянські права між полісами (містами-державами, міськими громадами) Стародавньої Греції. Це відбувалося або шляхом взаємних домовленостей між містами, або шляхом обміну окремими указами, використовували для зміцнення дружніх дипломатичних відносин.
Етолійський союз був унікальним випадком більшого політичного об'єднання, який надавав ісополітійські договори (рівності). Симполітія є схожим типом договору для політичного злиття двох або більше полісів.

## Історія
Є багато прикладів цього, як-от пакт між містами Мілет і Кізик приблизно 330 року до нашої ери, який зафіксував їхню вічну дружбу. 
В інших випадках договори мали обмежену тривалість і їх потрібно було поновлювати, як, наприклад, договір між Мілетом і Кушадаси від кінця IV століття до нашої ери, який поновлював ісополітію між ними. Колонія також могла отримати ісополітію від свого материнського міста, як Кіос отримав її від Мілета приблизно 228 р. до нашої ери. За допомогою ісополітії громадяни могли користуватися привілеями свого громадянства в обох містах, які брали участь у договорі. На практиці це означало, що вони мали право на такі переваги, як звільнення від податків, право приносити жертви під час публічних культів, спеціальні місця на публічних зібраннях і право оскаржувати позови в публічному суді, який був зарезервований для громадян.
Крім того, будь-який громадянин одного міста, який хоче отримати повне громадянство — особливо право на державну посаду — в іншому місті, повинен лише оголосити себе платником податків. У випадку материнських міст і колоній відносини були незвичайними, оскільки материнські міста зазвичай суворо обмежували право на повернення своїх колишніх громадян, які оселилися в їхніх колоніях. 
Ванесса Горман стверджує, що Мілет використовував ісополітійські договори, щоб залучити поселенців зі своїх колоній, коли місто було відбудовано після битви при Мікале в 479 р. до н.е. Переселення Теоса приблизно в другій половині VI століття поселенцями з його колонії Абдера (Фракія) могло бути подібним випадком.